# Krev šampiona
Krev šampiona (v anglickém originále Bleed for This) je americký životopisný film z roku 2016. Režie a scénáře se ujal Ben Younger. Film je inspirován životem bývalého světového šampiona v boxu Vinnyho Pazienzy.Hlavní role hrají Miles Teller, Aaron Eckhart, Katey Sagal, Ciarán Hinds a Ted Levine.
Film měl premiéru na Filmovém festivalu v Telluride 2. září 2016 a do kin byl oficiálně uveden 18. listopadu 2016.

## Obsazení
| Miles Teller          | Vinny Paz       |
| Katey Sagal           | Louise Paz      |
| Christine Evangelista | Ashley          |
| Amanda Clayton        | Doreen Paz      |
| Aaron Eckhart         | Kevin Rooney    |
| Ciarán Hinds          | Angelo Paz      |
| Sully Erna            | Caesarův dealer |
| Ted Levine            | Lou Duva        |
| Gene Amoroso          | Anthony         |
| Daniel Sauli          | Jon             |
| Tina Casciani         | Heather         |
| Joe Jafo Carriere     | Cebol           |
| Denise Schaefer       | Leigh           |

## Přijetí
Film vydělal k 27. listopadu 2016 3,6 milionů dolarů. Rozpočet filmu činil 6 milionů dolarů. V Severní Americe byl oficiálně uveden 18. listopadu 2016, společně s filmy Fantastická zvířata a kde je najít a Hořkých sedmnáct a s filmy Moonlight a Ulička slávy, které byly rozšířeny do více kin. Byl předpokládán výdělek 5 milionů z 1 549 kin. Nicméně film vydělal za první den 900 tisíc dolarů a za první víkend docílil osmé nejvyšší návštěvnosti, kdy vydělal 2,4 milionů dolarů.
Film získal obecně pozitivní recenze od kritiků. Na recenzní stránce Rotten Tomatoes získal ze 77 započtených recenzí 65 procent s průměrným ratingem 5,9 bodů z deseti. Na serveru Metacritic snímek získal z 30 recenzí 62 bodů ze sta. CinemaScore udělil filmu známku 1-.